# Advance Wars: Dual Strike
Advance Wars: Dual Strike è un videogioco strategico a turni, sviluppato per Nintendo DS dalla Intelligent Systems e pubblicato dalla Nintendo nel 2005. Advance Wars: Dual Srike fa parte di una trilogia di cui è il terzo capitolo, e della quale comprendono i predecessori Advance Wars e Advance Wars 2: Black Hole Rising (entrambi per Game Boy Advance).
Rispetto a Advance Wars 2, si nota l'aggiunta di nuovi personaggi (per Orange Star Rachel e Jake, per Blue Moon Sasha, per Yellow comet Grimm, per Green Earth Javier, per Black Hole Candy, Zac, Jugger e il nuovo "cattivo" Von Bolt); visto il gran numero di personaggi giocabili introdotto, è stata effettuata la scelta di non far comparire alcuni personaggi della serie nella modalità campagna, sebbene siano tranquillamente utilizzabili in quasi tutte le altre. Con i nuovi personaggi, subentrano nuove armi: per citarne alcune, il devastante megatank, il caccia bombardiere invisibile, l'utilissima nave nera e, prima tra tutte, il nefastum, entità capace di distruggere ogni unità nemica circostante, con la penalità di potersi muovere di una sola casella per volta.